# Markham (rzeka)
Markham – rzeka we wschodniej części Papui-Nowej Gwinei. 
Jej źródła znajdują się w górach Finisterre. Płynie 180 km w kierunku południowo-wschodnim i wschodnim. Uchodzi do Oceanu Spokojnego, do zatoki Huon w mieście Lae.
Nazwa rzeki upamiętnia Clementsa Roberta Markhama (1830–1916), angielskiego geografa, odkrywcę i pisarza. Był on sekretarzem Królewskiego Towarzystwa Geograficznego (ang. Royal Geographical Society) w latach 1863–1888, a następnie przez 12 lat pełnił funkcję prezesa Towarzystwa. Na tym ostatnim stanowisku był głównie odpowiedzialny za organizację Brytyjskiej Narodowej Ekspedycji Antarktycznej w latach 1901–1904.